# I Love You, I Love You Not
I Love You, I Love You Not er en amerikansk romantisk komedie fra 1996, instrueret af Billy Hopkins og skrevet af Wendy Kesselman.

## Handling
Filmen er fortalt af kvinder: Nana, en bedstemor og Daisy, Nanas barnebarn. Daisy fortæller Nana om sit forhold til en ung mand, der hedder Ethan og om sine problemer i skolen, fordi hun er jøde; Nana fortæller derfor sin livshistorie og om hvordan hun først boede i en ghetto og efterfølgende blev sendt til en koncentrationslejr.

## Skuespillere
- Jeanne Moreau – Nana
- Claire Danes – Daisy / Nana som ung
- Jude Law – Ethan
- James Van Der Beek – Tony
- Kris Park – Seth
- Lauren Fox – Alsion
- Emily Burkes-Nossiter – Jessica
- Carrie Szlasa – Jane
- Julia Stiles – Unge Nanas veninde
- Robert Sean Leonard – Dødens Engel

## Eksterne links
- I Love You, I Love You Not på Internet Movie Database (engelsk)
- I Love You, I Love You Not i Svensk Filmdatabas (svensk)
- I Love You, I Love You Not på AlloCiné (fransk)
- I Love You, I Love You Not på MovieMeter (nederlandsk)
- I Love You, I Love You Not på AllMovie (engelsk)
- I Love You, I Love You Not hos American Film Institute (engelsk)
- I Love You, I Love You Not på Turner Classic Movies (engelsk)
- I Love You, I Love You Not på The Movie Database (engelsk)
- I Love You, I Love You Not på Rotten Tomatoes (engelsk)
- I Love You, I Love You Not på Box Office Mojo (engelsk)